# Cora Smelik
C.W. (Cora) Smelik (1968) is een Nederlandse GroenLinks-politicus en bestuurder. Sinds 15 november 2022 is zij lid van de raad van bestuur van het Kadaster.  

## Biografie
Smelik is opgegroeid als dochter van een dominee in een gezin met vijf kinderen. Na vele verhuizingen en tien jaar buitenlandervaring kwam ze in 2009 in Deventer terecht, waar ze actief werd voor GroenLinks.
Smelik ging tot 1986 naar het atheneum en studeerde van 1986 tot 1991 Turkse taal- en letterkunde aan de Universiteit Leiden en werkte daarna korte tijd als freelance tolk/vertaler. Van 1993 tot 2000 werkte zij als tolk/vertaler Turks bij de Sociale Verzekeringsbank (SVB) en van 2000 tot 2009 als attaché Sociale Zaken op de ambassades in Ankara en Rabat.
Van 2009 tot 2014 werkte Smelik bij de SVB, van 2009 tot 2012 als directeur van de vestiging in Deventer en van 2012 tot 2014 als directeur strategie en externe betrekkingen in Amstelveen. Van 2014 tot 2017 was zij directeur van de Regionale Uitvoeringsdienst Twente en van 2017 tot 2019 algemeen directeur van de Omgevingsdienst Regio Arnhem.
Van 2014 tot 2019 was Smelik afdelingsvoorzitter van de afdeling Deventer-Salland van GroenLinks. Vanaf 2019 was zij namens GroenLinks gedeputeerde van Flevoland. Zij had in haar portefeuille Duurzaamheid, Milieu, Omgevingsvisie (algemeen), Bestuurlijke vernieuwing, Inkoop en aanbesteding en Bestuurlijk adviescommissie milieu, toezicht en handhaving van 
het IPO. Zij was 2e loco-commissaris van de Koning.
Op 9 november 2022 is Smelik gestopt als gedeputeerde van Flevoland en werd zij opgevolgd door haar partijgenoot Gebke van Gaal. Met ingang van 15 november 2022 werd zij lid van de raad van bestuur van het Kadaster.
Samen met haar partner heeft Cora 5 meiden; 2 dochters uit een eerder huwelijk en 3 bonusdochters. Ze spreekt vloeiend Turks. 